# Lengte van de klimmende knoop

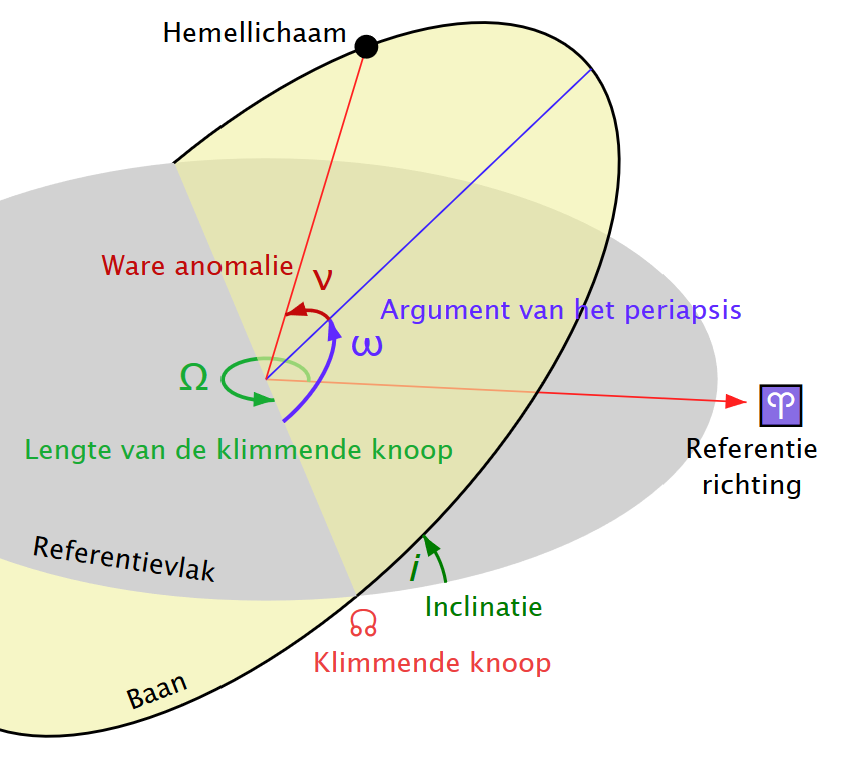
Baanelementen, waaronder de lengte van de klimmende knoop

De lengte van de klimmende knoop, gesymboliseerd als Ω, is een van de baanelementen die wordt gebruikt om de baan te bepalen van een hemellichaam dat om een ander hemellichaam draait. Het geeft de hoekafstand aan tussen de referentierichting en de klimmende knoop, gemeten in een referentievlak. De klimmende knoop is het punt waar de baan van het hemellichaam het referentievlak kruist. De hoek ligt tussen de 0° en 360°.

## Websites
- Volkssterrenwacht Urania. Planeetbanen, gearchiveerd